# Tadjidine Massounde
Tadjidine Ben Said Massounde (arab. تاج الدين بن سعيد مسوندي; ur. 25 grudnia 1933 w Domoni, zm. 1 marca 2004 w Paryżu) – komoryjski polityk.

## Życiorys
Urodził się 25 grudnia 1933 w Domoni na wyspie Anjouan. Ukończył szkołę na Madagaskarze. W 1978 roku pełnił funkcję pełnomocnika Skarbu Państwa, a następnie Dyrektora Finansowego.
Od marca do grudnia 1996 sprawował funkcję premiera. Po śmierci Mohameda Taki Abdoulkarima, od 6 listopada 1998 do 30 kwietnia 1999 pełnił funkcję tymczasowego prezydenta Komorów. Według jego krewnych, na próżno usiłował odmówić pełnienia funkcji tymczasowej głowy państwa, powołując się na względy zdrowotne i pragnienie spokojnej emerytury.
Zmarł 1 marca 2004 w Paryżu. Był szwagrem Ahmeda Abdallaha.